# Christianental

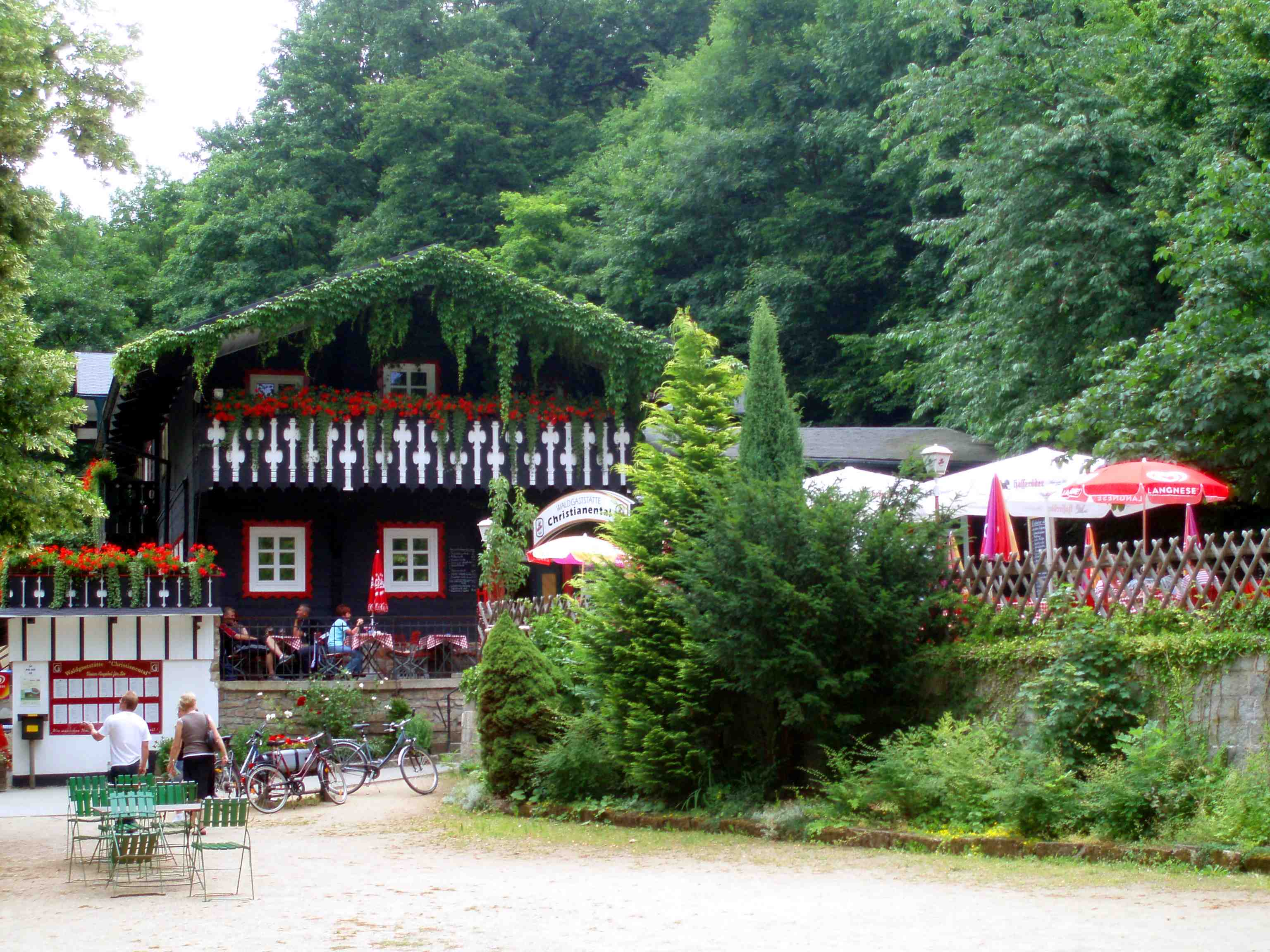
Im Christianental

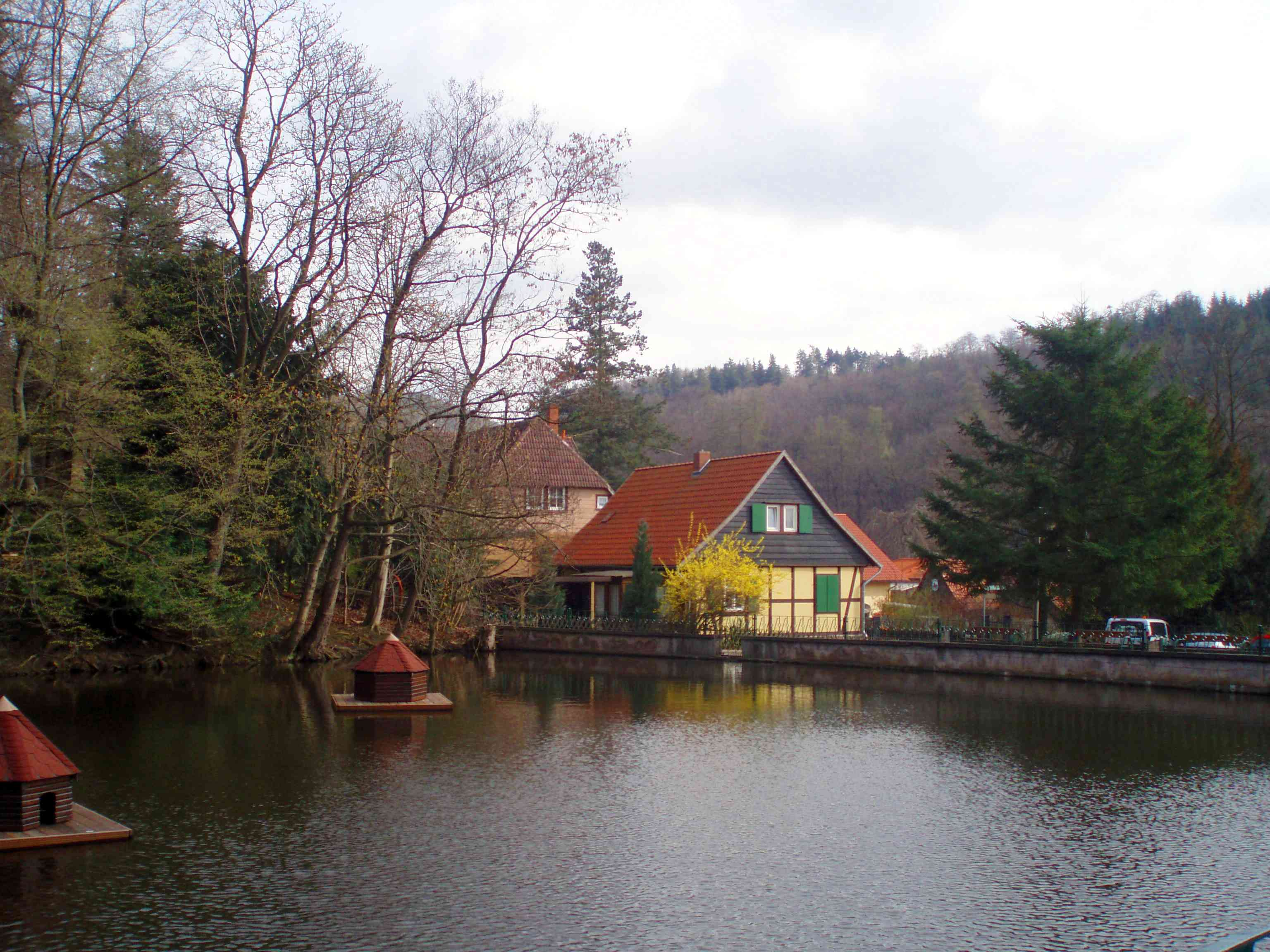
Forst- und Fischmeisterhaus im Christianental

Das Christianental (auch Christianenthal genannt) im Harz ist ein von Wald gesäumtes Seitental des Mühlentales im Stadtgebiet von Wernigerode im Landkreis Harz, Sachsen-Anhalt.

## Geographische Lage
Das Christianental liegt im Naturpark Harz/Sachsen-Anhalt nordöstlich des Wernigeröder Stadtteils Nöschenrode. Es befindet sich zwischen dem westlichen Agnesberg (395,1 m), mit dem westlich davon auf dem Burgberg stehenden Schloss Wernigerode, und dem östlichen Fenstermacherberg (466,5 m). Im Tal liegen der Obere und Untere Christianentalteich.

## Tourismus und Wandern
Überregional bekannt ist das Christianental durch den dort befindlichen Wildpark Christianental, die am oberen Talende befindliche Waldgaststätte Christianental nebst Schützenhaus sowie das Fischmeister- und benachbarte Forsthaus am Beginn des Tales. Letzteres fand Eingang in den Titel des Romans Das Forsthaus im Christianental von Käthe Papke. Das Gasthaus Christianental ist als Nr. 32 in das System der Stempelstellen der Harzer Wandernadel einbezogen. Zwischen Gast- und Schützenhaus befindet sich ein Gedenkstein für den Kreiswegemeister Otto Plachta.

## Geschichte
Das Christianental hieß bis in das 18. Jahrhundert Tillen- oder Dillenthal. Es gehörte zum Tiergarten der Grafen zu Stolberg und wurde nach dem regierenden Grafen Christian Ernst zu Stolberg-Wernigerode benannt. Bereits um 1800 wurde hier das Jennyhaus errichtet. Dem folgte ein Blockhaus im Tiroler Stil, in dem der Tiergartenwärter wohnte. Als Nebenverdienst bewirtete dieser im Sommer Gäste. Daraus ging das heutige Waldgasthaus, das in der DDR als HO-Gaststätte genutzt wurde, hervor.